# Марка (комуна)
Марка (рум. Marca) — комуна у повіті Селаж в Румунії. До складу комуни входять такі села (дані про населення за 2002 рік):
- Лешмір (475 осіб)
- Марка (1520 осіб) — адміністративний центр комуни
- Марка-Хута (47 осіб)
- Порц (315 осіб)
- Шумал (609 осіб)

Комуна розташована на відстані 412 км на північний захід від Бухареста, 37 км на захід від Залеу, 92 км на північний захід від Клуж-Напоки.

## Населення
За даними перепису населення 2002 року у комуні проживали 2966 осіб.
Національний склад населення комуни:
| Національність            | Кількість осіб | Відсоток |
| ------------------------- | -------------- | -------- |
| румуни                    | 2282           | 76,9%    |
| угорці                    | 398            | 13,4%    |
| цигани                    | 189            | 6,4%     |
| словаки                   | 96             | 3,2%     |
| не вказали національність | 1              | < 0,1%   |

Рідною мовою назвали:
| Мова                  | Кількість осіб | Відсоток |
| --------------------- | -------------- | -------- |
| румунська             | 2441           | 82,3%    |
| угорська              | 411            | 13,9%    |
| словацька             | 86             | 2,9%     |
| циганська             | 27             | 0,9%     |
| не вказали рідну мову | 1              | < 0,1%   |

Склад населення комуни за віросповіданням:
| Релігія            | Кількість осіб | Відсоток |
| ------------------ | -------------- | -------- |
| православні        | 1542           | 52,0%    |
| греко-католики     | 627            | 21,1%    |
| реформати          | 333            | 11,2%    |
| баптисти           | 301            | 10,1%    |
| римо-католики      | 104            | 3,5%     |
| п'ятдесятники      | 20             | 0,7%     |
| бретрени           | 16             | 0,5%     |
| адвентисти         | 4              | 0,1%     |
| не вказали релігію | 3              | 0,1%     |